# Ina May Gaskinová
Ina May Gaskinová, nepřechýleně Gaskin (* 8. března 1940 Iowa) je americká porodní asistentka, která je známa jako „matka autentické porodní asistence“. Napsala několik knih o porodní asistenci a porodu, přednáší na konferencích a seminářích po celém světě, šíří myšlenku přirozeného porodu.

## Život a dílo
Spolu se svým mužem Stephenem Gaskinem stála v roce 1971 u zrodu soběstačné komunity Farma. Zde začala pracovat jako porodní asistentka. Je zakladatelkou a ředitelkou Centra porodní asistence Farma (Farm Midwifery Center) v USA. V letech 1996–2002 byla předsedkyní profesního sdružení porodních asistentek Severní Ameriky (Midwifes' Alliance of North America). Napsala několik knih o porodní asistenci a porodech, přednáší a vyučuje porodní asistentky a porodníky po celém světě. Její filozofií jsou přirozené porody beze strachu, inspirované tím, jak se rodilo v dřívějších časech.
Manévr Gaskinové je opatření používané v porodnictví při dystokii ramének. Tedy v situaci, kdy po porodu hlavičky dojde k zaklínění ramének v pánvi. Opatření spočívá v polohování rodičky na všechny čtyři. Předpokládá se příznivý efekt gravitačního působení a rozšíření průměru pánve. Jde o první porodnický manévr pojmenovaný po porodní asistentce.

### Česká vydání
- Průvodce kojením (2011, Argo)
- Zázrak porodu (2010, One Woman Press)